# Liste der Bodendenkmale in Andervenne
In der Liste der Bodendenkmale in Andervenne sind alle Bodendenkmale der niedersächsischen Gemeinde Andervenne aufgelistet. Die Quelle ist der Denkmalatlas Niedersachsen. Der Stand der Liste ist der 26. September 2024.

## Allgemein
In den Spalten finden sich folgende Informationen des Bodendenkmales :
- Lage        : geographischen Koordinaten
- Bezeichnung : Bezeichnung lt. Denkmalatlas
- Beschreibung: Beschreibung lt. Denkmalatlas
- ID          : Objekt-ID
- Bild        : Bild, ggf. zusätzlich mit Link zu weiteren Fotos im Medienarchiv Wikimedia Commons.

## Andervenne

### Andervenne 1
- ID:28949836
- Grabhügelfeld

| Lage                        | Bezeichnung  | Beschreibung                                                                              | ID       | Bild |
| --------------------------- | ------------ | ----------------------------------------------------------------------------------------- | -------- | ---- |
| 52° 31′ 28″ N, 7° 33′ 30″ O | Andervenne 1 | Rund, Durchmesser ca. 15 m und Höhe ca. 2 m, mit Gipfelmulde.                             | 28949831 | BW   |
| 52° 31′ 28″ N, 7° 33′ 30″ O | Andervenne 2 | Rund, Durchmesser ca. 9 m und Höhe ca. 0,8 m mit flacher Gipfelmulde.                     | 28949832 | BW   |
| 52° 31′ 28″ N, 7° 33′ 29″ O | Andervenne 3 | Rund, Durchmesser ca. 6 m und Höhe ca. 0,6 m mit flacher Gipfelmulde.                     | 28949833 | BW   |
| 52° 31′ 27″ N, 7° 33′ 29″ O | Andervenne 4 | Rund, Durchmesser ca. 6 m und Höhe ca. 0,4 m.                                             | 28949834 | BW   |
| 52° 31′ 28″ N, 7° 33′ 31″ O | Andervenne 5 | Durchmesser ca. 8 m und Höhe ca. 0,6 m, fast durch die Mitte verläuft eine schmale Rinne. | 28949835 | BW   |